# Peyton Manning
Peyton Manning (Nueva Orleans, Luisiana; 24 de marzo de 1976) es un exjugador profesional de fútbol americano. Jugaba en la posición de quarterback y disputó un total de dieciocho temporadas en la National Football League (NFL).
Manning desarrolló su carrera universitaria con los Volunteers de la Universidad de Tennessee antes de ser seleccionado por los Indianapolis Colts en la primera posición global del Draft de la NFL de 1998. Tras catorce temporadas en Indiana fue cortado por los Colts en 2012. Ese mismo año fichó por los Denver Broncos, con los que jugó sus últimas cuatro campañas como profesional.
Está considerado como uno de los mejores quarterbacks de la historia. Posee el récord de más galardones como MVP de la NFL (5), más elecciones para el Pro Bowl (14), más inclusiones en el primer equipo All-Pro como QB (7, empatado con Otto Graham), más yardas de pase en una temporada (5.477) y más pases de touchdown en una temporada (55). En el momento de su retirada era el líder histórico de la NFL en yardas de pase (71.940) y pases de touchdown (539), aunque actualmente ocupa el tercer puesto en ambos rankings.
Es hijo del también quarterback Archie Manning y hermano mayor del también quarterback Eli Manning.

## Biografía
Peyton Williams Manning nació el 24 de marzo de 1976 en Nueva Orleans. Es el hijo mayor de Olivia y Archie Manning, quien en ese momento era quarterback en los New Orleans Saints.

## Carrera

### Universidad
Manning inició su carrera en la preparatoria Isidore Newman de Nueva Orleans. Posteriormente asistió a la universidad de Tennessee, en donde consiguió varios récords, entre ellos, más yardas con 11,201, más anotaciones con 89 y más victorias con 39 de los 45 partidos en los que participó.

#### Estadísticas
| Año   | Equipo    | Partidos | Partidos | Pase | Pase  | Pase   | Pase | Pase | Pase | Pase  | Carrera | Carrera | Carrera | Carrera |
| Año   | Equipo    | PJ       | PT       | Cmp  | Att   | Yardas | Pct. | TD   | Int  | Rtg   | Att     | Yardas  | Avg     | TD      |
| ----- | --------- | -------- | -------- | ---- | ----- | ------ | ---- | ---- | ---- | ----- | ------- | ------- | ------- | ------- |
| 1994  | Tennessee |          |          | 89   | 144   | 1,141  | 61.8 | 11   | 6    | 145.2 | 21      | −26     | −1.2    | 1       |
| 1995  | Tennessee |          |          | 244  | 380   | 2,954  | 64.2 | 22   | 4    | 146.5 | 41      | 6       | 0.1     | 5       |
| 1996  | Tennessee |          |          | 243  | 380   | 3,287  | 63.9 | 20   | 12   | 147.7 | 42      | −131    | −3.1    | 3       |
| 1997  | Tennessee |          |          | 287  | 477   | 3,819  | 60.2 | 36   | 11   | 147.7 | 49      | −30     | −0.6    | 3       |
| Total | Total     |          |          | 863  | 1,381 | 11,201 | 62.5 | 89   | 33   | 147.1 | 153     | -181    | -1.2    | 12      |

### NFL

#### Indianapolis Colts

##### 1998: Año de novato
Manning fue elegido por los Indianapolis Colts con la primera selección global del Draft de la NFL de 1998. Los meses previos a Draft estuvieron marcados por el debate sobre qué quarterback debía ser escogido con el pick uno, si él o Ryan Leaf, de Washington State. Finalmente los Colts se decantaron por Manning y Leaf fue seleccionado justo después por los San Diego Chargers.
Su debut en la NFL se produjo el 6 de septiembre de 1998 ante los Miami Dolphins, en el que los Colts fueron derrotados por 24-15 y Manning lanzó para 302 yardas, un touchdown y tres intercepciones con un 21 de 37 en pases. La primera victoria de Manning como quarterback titular llegó en la quinta semana de competición, ante los Chargers de Leaf. Los Indianapolis Colts terminaron 1998 fuera de Playoffs con un balance de 3-13. Por su parte Manning estableció el récord de la NFL de más pases de touchdown (26) y más intercepciones (28, líder de la liga ese año) para un jugador de primer año.

##### 2011: Lesión de cuello y adiós a los Colts
El 7 de marzo de 2012 fue cortado por los Colts.

#### Denver Broncos

##### 2012: Primer año con los Broncos

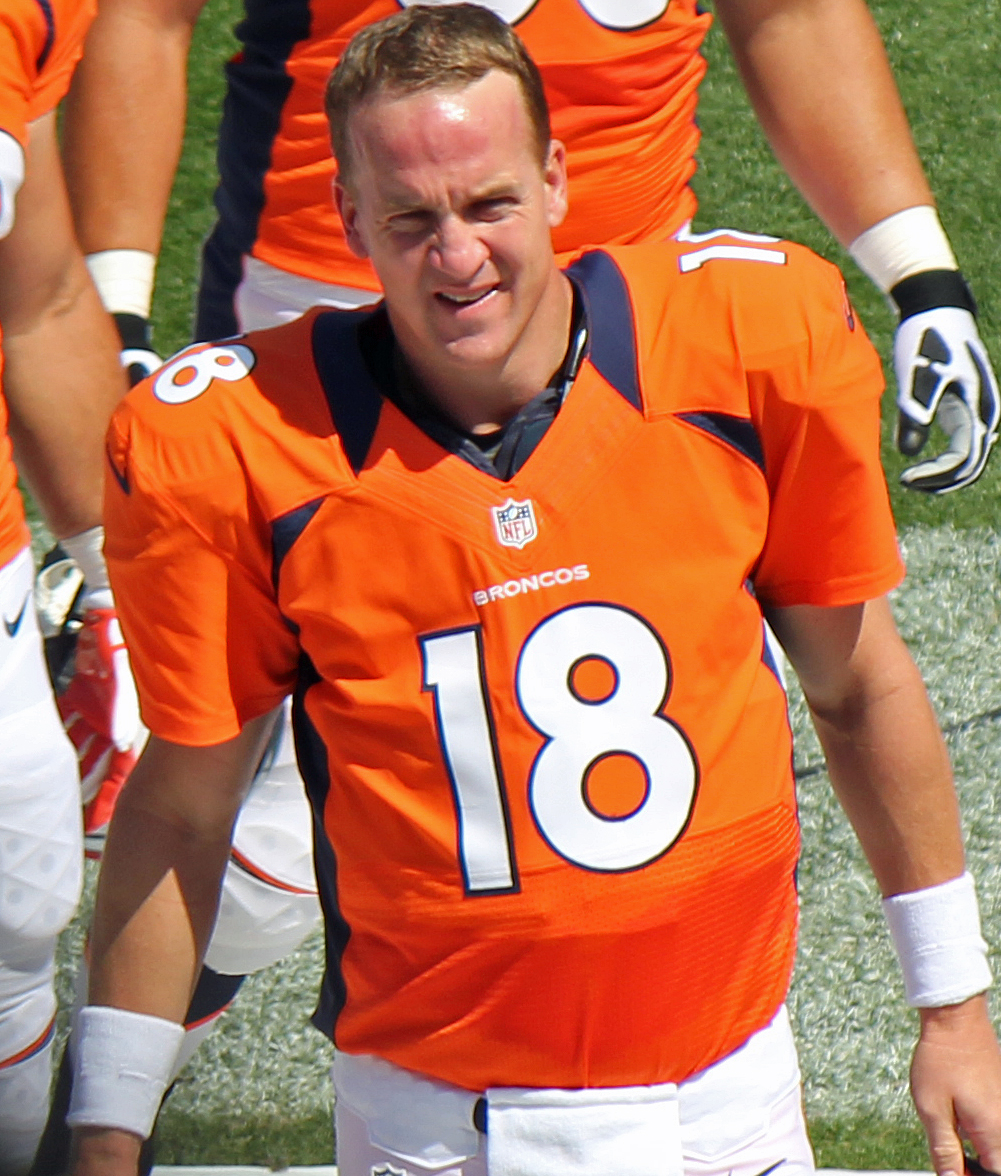
Manning fichó por los Denver Broncos en 2012.

Dos semanas después de ser cortado por los Colts, Manning fichó por los Denver Broncos. Su dorsal 18 estaba retirado en la franquicia de Colorado en honor a Frank Tripucka. Sin embargo, recibió permiso del propio Tripucka para llevar el número que lució en Indianápolis.
Manning hizo su primera aparición con su nuevo equipo en un encuentro de pretemporada ante los Chicago Bears. Su debut oficial con los Broncos se produjo el 9 de septiembre ante los Pittsburgh Steelers. Denver se impuso por 31-19 y Manning firmó un 19 de 26 en pases para 253 yardas y dos touchdowns. Los Broncos comenzaron 2012 con un balance de 2-3, pero acabaron 13-3 tras encadenar once victorias consecutivas. Por su parte Manning terminó su primera campaña en Denver liderando la liga en porcentaje de pases completados (68,6%) y fue elegido por duodécima vez para el Pro Bowl e incluido en el primer equipo All-Pro por sexta vez en su carrera.
En los Playoffs los Broncos fueron eliminados por los Baltimore Ravens en la ronda divisional. El partido, resuelto tras dos prórrogas, pasó a la historia como el Milagro de Mile High.

##### 2013: Temporada de récord y quinto MVP
Manning comenzó la temporada de 2013 convirtiéndose en el sexto jugador de la historia de la NFL en lanzar siete pases de touchdown en un partido, algo que no lograba nadie desde Joe Kapp en 1969.
El 2013 de Manning es una de las mejores campañas individuales de la historia del fútbol americano. Estableció el récord histórico de la NFL en yardas de pase en una temporada (5.477, superando marca establecida por Drew Brees en 2011 por una yarda) y más pases de touchdown en una temporada (55, superando los 50 de Tom Brady en 2007). El 1 de febrero de 2014 fue nombrado MVP de la NFL por quinta vez en su carrera.
Los Broncos fueron el mejor ataque de la liga, incluyendo un récord de 606 puntos anotados (primera vez que un equipo superara la barrera de los 600 puntos) y se clasificaron para la Super Bowl tras eliminar a los San Diego Chargers en la ronda divisional y a los New England Patriots en el partido por el campeonato de la AFC. En la Super Bowl XLVIII se enfrentaron a los Seattle Seahawks, quienes se impusieron por un contundente 43-8, la tercera mayor diferencia de puntos de la historia del partido.

##### 2014: Líder histórico en pases de touchdown
2014 arrancó con triunfo de los Broncos sobre los Indianapolis Colts. La victoria, la primera contra su exequipo, convirtió a Manning en el segundo quarterback de la historia de la NFL que derrota a todos los equipos de la liga, tras Brett Favre.

##### 2015: Segundo anillo y retirada
Los Broncos comenzaron 2015 ganando a los Baltimore Ravens, pero Manning completó un partido bastante pobre: 24 de 40 en pases para 175 yardas y una intercepción. Esa tendencia continuó a lo largo de las primeras semanas de competición. A pesar de ello, la franquicia de Colorado ganó los siete primeros encuentros de la temporada. La racha llegó a su fin en la semana nueve, frente a los Indianapolis Colts.
En la décima jornada, el 15 de noviembre ante los Kansas City Chiefs, Manning superó a Brett Favre como el jugador con más yardas de pase de la historia de la NFL. Lo logró con un pase de cuatro yardas para Ronnie Hillman en los primeros compases del primer cuarto. A pesar del logro, fue sustituido por Brock Osweiler a mediados del tercer cuarto ya que llevaba un cinco de veinte en pases para 35 yardas y cuatro intercepciones con un ratio de pase de cero. Al día siguiente se informó que Manning había sufrido un desgarro en la aponeurosis plantar de su pie izquierdo. Regresó a los terrenos de juego en la última semana de temporada regular, ante los San Diego Chargers. Gary Kubiak, el entrenador jefe de los Broncos, mantuvo a Osweiler como quarterback titular. Manning entró al campo en el tercer cuarto, con los Broncos perdiendo 13-7 en el que fue el primer y único partido que disputó como suplente en su carrera como profesional.
2015 fue el peor año de Peyton Manning estadísicamente hablando. Fue su campaña con menos yardas de pase (2.249) y pases de touchdown (9) y con peor passer rating (67,9) de su carrera. Además, su porcentaje de pases completados fue el más bajo (59,8%) desde su temporada de novato. Aun así, Manning recuperó su condición de titular de cara a los Playoffs. En la postemporada los Broncos eliminaron a los Pittsburgh Steelers en la ronda divisional y a los New England Patriots en el AFC Championship Game. La victoria ante los Patriots fue el decimoséptimo y último enfrentamiento entre Peyton Manning y Tom Brady.
En la Super Bowl 50 los Broncos se impusieron por 24-10 a los Carolina Panthers. Manning, que firmó un 13 de 23 en pases para 141 yardas y una intercepción, logró así el segundo título de Super Bowl de su carrera y se convirtió en el quarterback más viejo en jugar y ganar la gran final de la NFL (récord que superó Tom Brady tres años después en la Super Bowl LIII). Un mes después anunció su retirada del fútbol americano tras dieciocho temporadas como profesional.

## Estadísticas
|         | Líder de la liga                                      |
|         | Récord de la NFL                                      |
|         | Denota temporada en la que fue campeón del Super Bowl |
| Negrita | Máximo de carrera                                     |

### Temporada regular
| Año   | Equipo | PJ                         | PT                         | Pase                       | Pase                       | Pase                       | Pase                       | Pase                       | Pase                       | Pase                       | Pase                       | Carrera                    | Carrera                    | Carrera                    | Carrera                    |                            |
| Año   | Equipo | PJ                         | PT                         | Cmp                        | Att                        | Pct                        | Yds                        | Y/A                        | TD                         | Int                        | Rtg                        | Att                        | Yds                        | Avg                        | TD                         |                            |
| ----- | ------ | -------------------------- | -------------------------- | -------------------------- | -------------------------- | -------------------------- | -------------------------- | -------------------------- | -------------------------- | -------------------------- | -------------------------- | -------------------------- | -------------------------- | -------------------------- | -------------------------- | -------------------------- |
| 1998  | IND    | 16                         | 16                         | 326                        | 575                        | 56.7                       | 3,739                      | 6.5                        | 26                         | 28                         | 71.2                       | 15                         | 62                         | 4.1                        | 0                          |                            |
| 1999  | IND    | 16                         | 16                         | 331                        | 533                        | 62.1                       | 4,135                      | 7.8                        | 26                         | 15                         | 90.7                       | 35                         | 73                         | 2.1                        | 2                          |                            |
| 2000  | IND    | 16                         | 16                         | 357                        | 571                        | 62.5                       | 4,413                      | 7.7                        | 33                         | 15                         | 94.7                       | 37                         | 116                        | 3.1                        | 1                          |                            |
| 2001  | IND    | 16                         | 16                         | 343                        | 547                        | 62.7                       | 4,131                      | 7.6                        | 26                         | 23                         | 84.1                       | 35                         | 157                        | 4.5                        | 4                          |                            |
| 2002  | IND    | 16                         | 16                         | 392                        | 591                        | 66.3                       | 4,200                      | 7.1                        | 27                         | 19                         | 88.8                       | 38                         | 148                        | 3.9                        | 2                          |                            |
| 2003  | IND    | 16                         | 16                         | 379                        | 566                        | 67.0                       | 4,267                      | 7.5                        | 29                         | 10                         | 99.0                       | 28                         | 26                         | 0.9                        | 0                          |                            |
| 2004  | IND    | 16                         | 16                         | 336                        | 497                        | 67.7                       | 4,557                      | 9.2                        | 49                         | 10                         | 121.1                      | 25                         | 38                         | 1.5                        | 0                          |                            |
| 2005  | IND    | 16                         | 16                         | 305                        | 453                        | 67.3                       | 3,747                      | 8.3                        | 28                         | 10                         | 104.1                      | 33                         | 45                         | 1.4                        | 0                          |                            |
| 2006  | IND    | 16                         | 16                         | 362                        | 557                        | 65.0                       | 4,397                      | 7.9                        | 31                         | 9                          | 101.0                      | 23                         | 36                         | 1.6                        | 4                          |                            |
| 2007  | IND    | 16                         | 16                         | 337                        | 515                        | 65.4                       | 4,040                      | 7.8                        | 31                         | 14                         | 98.0                       | 20                         | −5                         | −0.3                       | 3                          |                            |
| 2008  | IND    | 16                         | 16                         | 371                        | 555                        | 66.8                       | 4,002                      | 7.2                        | 27                         | 12                         | 95.0                       | 20                         | 21                         | 1.1                        | 1                          |                            |
| 2009  | IND    | 16                         | 16                         | 393                        | 571                        | 68.8                       | 4,500                      | 7.9                        | 33                         | 16                         | 99.9                       | 19                         | −13                        | −0.7                       | 0                          |                            |
| 2010  | IND    | 16                         | 16                         | 450                        | 679                        | 66.3                       | 4,700                      | 6.9                        | 33                         | 17                         | 91.9                       | 18                         | 18                         | 1.0                        | 0                          |                            |
| 2011  | IND    | No jugó - Lesión de cuello | No jugó - Lesión de cuello | No jugó - Lesión de cuello | No jugó - Lesión de cuello | No jugó - Lesión de cuello | No jugó - Lesión de cuello | No jugó - Lesión de cuello | No jugó - Lesión de cuello | No jugó - Lesión de cuello | No jugó - Lesión de cuello | No jugó - Lesión de cuello | No jugó - Lesión de cuello | No jugó - Lesión de cuello | No jugó - Lesión de cuello | No jugó - Lesión de cuello |
| 2012  | DEN    | 16                         | 16                         | 400                        | 583                        | 68.6                       | 4,659                      | 8.0                        | 37                         | 11                         | 105.8                      | 23                         | 6                          | 0.3                        | 0                          |                            |
| 2013  | DEN    | 16                         | 16                         | 450                        | 659                        | 68.3                       | 5,477                      | 8.3                        | 55                         | 10                         | 115.1                      | 32                         | −31                        | −1.0                       | 1                          |                            |
| 2014  | DEN    | 16                         | 16                         | 395                        | 597                        | 66.2                       | 4,727                      | 7.9                        | 39                         | 15                         | 101.5                      | 24                         | −24                        | −1.0                       | 0                          |                            |
| 2015  | DEN    | 10                         | 9                          | 198                        | 331                        | 59.8                       | 2,249                      | 6.8                        | 9                          | 17                         | 67.9                       | 6                          | −6                         | −1.0                       | 0                          |                            |
| Total | Total  | 266                        | 265                        | 6,125                      | 9,380                      | 65.3                       | 71,940                     | 7.7                        | 539                        | 251                        | 96.5                       | 431                        | 667                        | 1.5                        | 18                         |                            |

### Playoffs
| Año   | Equipo | PJ | PT | Pase | Pase  | Pase | Pase  | Pase | Pase | Pase | Pase  | Carrera | Carrera | Carrera | Carrera |
| Año   | Equipo | PJ | PT | Cmp  | Att   | Pct  | Yds   | Y/A  | TD   | Int  | Rtg   | Att     | Yds     | Avg     | TD      |
| ----- | ------ | -- | -- | ---- | ----- | ---- | ----- | ---- | ---- | ---- | ----- | ------- | ------- | ------- | ------- |
| 1999  | IND    | 1  | 1  | 19   | 42    | 45.2 | 227   | 5.4  | 0    | 0    | 62.3  | 2       | 22      | 11      | 1       |
| 2000  | IND    | 1  | 1  | 17   | 32    | 53.1 | 194   | 6.1  | 1    | 0    | 82.0  | 1       | −2      | −2      | 0       |
| 2002  | IND    | 1  | 1  | 14   | 31    | 45.2 | 137   | 4.4  | 0    | 2    | 31.2  | 1       | 2       | 2       | 0       |
| 2003  | IND    | 3  | 3  | 67   | 103   | 65.0 | 918   | 8.9  | 9    | 4    | 106.4 | 4       | 3       | 0.8     | 0       |
| 2004  | IND    | 2  | 2  | 54   | 75    | 72.0 | 696   | 9.3  | 4    | 2    | 107.4 | 2       | 7       | 3.5     | 1       |
| 2005  | IND    | 1  | 1  | 22   | 38    | 57.9 | 290   | 7.6  | 1    | 0    | 90.9  | –       | –       | –       | 0       |
| 2006  | IND    | 4  | 4  | 97   | 153   | 63.4 | 1,034 | 6.8  | 3    | 7    | 70.5  | 8       | 3       | 0.4     | 1       |
| 2007  | IND    | 1  | 1  | 33   | 48    | 68.7 | 402   | 8.4  | 3    | 2    | 97.7  | 1       | −6      | −6      | 0       |
| 2008  | IND    | 1  | 1  | 25   | 42    | 59.5 | 310   | 7.4  | 1    | 0    | 90.4  | 1       | −1      | −1      | 0       |
| 2009  | IND    | 3  | 3  | 87   | 128   | 68.0 | 956   | 7.5  | 6    | 2    | 99.0  | 3       | −2      | −0.6    | 0       |
| 2010  | IND    | 1  | 1  | 18   | 26    | 69.2 | 225   | 8.7  | 1    | 0    | 108.7 | –       | –       | –       | 0       |
| 2012  | DEN    | 1  | 1  | 28   | 43    | 65.1 | 290   | 6.7  | 3    | 2    | 88.3  | 1       | −1      | −1      | 0       |
| 2013  | DEN    | 3  | 3  | 91   | 128   | 71.1 | 910   | 7.1  | 5    | 3    | 94.2  | 3       | −2      | −0.7    | 0       |
| 2014  | DEN    | 1  | 1  | 26   | 46    | 56.5 | 211   | 4.6  | 1    | 0    | 75.5  | –       | –       | –       | 0       |
| 2015  | DEN    | 3  | 3  | 51   | 92    | 55.4 | 539   | 5.9  | 2    | 1    | 75.4  | 5       | 10      | 2.0     | 0       |
| Total | Total  | 27 | 27 | 649  | 1,027 | 63.2 | 7,339 | 7.1  | 40   | 25   | 87.4  | 32      | 34      | 1.1     | 3       |

## Palmarés

### Palmarés
| Equipo(s)           | Equipo(s)          | Nacionales | Subtotal | Conferencia | Conferencia | Subtotal | Total |
| ------------------- | ------------------ | ---------- | -------- | ----------- | ----------- | -------- | ----- |
| Equipo(s)           | Equipo(s)          | NFL SB     | Subtotal | AFC         | NFC         | Subtotal | Total |
| Bandera de Indiana  | Indianapolis Colts |            | 1        | 2006, 2009  | -           | 2        | 3     |
| Bandera de Colorado | Denver Broncos     |            | 1        | 2013, 2015  | -           | 2        | 3     |